# Robert Dienst
Robert Dienst (Viena, 1 de marzo de 1928 - Ibídem, 13 de junio de 2000) fue un entrenador y futbolista austríaco que jugaba en la demarcación de delantero.

## Biografía
En 1945 con 17 años de edad debutó como futbolista en el FAC Team für Wien, donde jugó durante tres temporadas. En 1948 el SK Rapid Viena se hizo con sus servicios. Durante su estancia en el equipo llegó a ganar la Bundesliga en seis ocasiones, además de la Copa de Austria y la Copa Mitropa. Finalmente jugó para el SV Schwechat, donde se retiró en 1968 como futbolista. Además durante su carrera llegó a marcar un total de 325 goles, siendo hasta la fecha el mayor goleador de la historia de la Bundesliga. Tras su retiro llegó a entrenar al SV Stockerau, FK Austria Viena, con el que ganó la Copa de Austria; y tras cinco temporadas de nuevo en el SV Stockerau, entrenó al Kremser SC, último club en el que permaneció en 1986.
Falleció el 13 de junio de 2000 en Viena a los 72 años de edad.

## Selección nacional
Hizo su debut para la selección de fútbol de Austria en octubre de 1949 en un partido contra Hungría. Jugó un total de 27 partidos, y marcó 12 goles durante su etapa en la selección. Llegó a participar en la Copa Mundial de fútbol de 1954 y en la Copa Mundial de fútbol de 1958.

## Clubes

### Como futbolista
| Club              | País    | Año         | Partidos | Goles |
| ----------------- | ------- | ----------- | -------- | ----- |
| FAC Team für Wien | Austria | 1945 - 1948 | 43       | 14    |
| SK Rapid Viena    | Austria | 1948 - 1962 | 284      | 307   |
| SV Schwechat      | Austria | 1962 - 1968 | 11       | 4     |

### Como entrenador
| Club                                | País    | Año         |
| ----------------------------------- | ------- | ----------- |
| SK Rapid Viena (segundo entrenador) | Austria | 1967 - 1968 |
| SV Stockerau                        | Austria | 1972 - 1974 |
| FK Austria Viena                    | Austria | 1974        |
| SV Stockerau                        | Austria | 1975 - 1977 |
| SV Stockerau                        | Austria | 1979 - 1980 |
| Kremser SC                          | Austria | 1982 - 1986 |

## Palmarés

### Como futbolista

#### Campeonatos nacionales
| Título          | Club           | País    | Año  |
| --------------- | -------------- | ------- | ---- |
| Bundesliga      | SK Rapid Viena | Austria | 1951 |
| Bundesliga      | SK Rapid Viena | Austria | 1952 |
| Bundesliga      | SK Rapid Viena | Austria | 1954 |
| Bundesliga      | SK Rapid Viena | Austria | 1956 |
| Bundesliga      | SK Rapid Viena | Austria | 1957 |
| Bundesliga      | SK Rapid Viena | Austria | 1960 |
| Copa de Austria | SK Rapid Viena | Austria | 1961 |

#### Campeonatos internacionales
| Título       | Club           | País    | Año  |
| ------------ | -------------- | ------- | ---- |
| Copa Mitropa | SK Rapid Viena | Austria | 1951 |

### Como entrenador

#### Campeonatos nacionales
| Título          | Club             | País    | Año  |
| --------------- | ---------------- | ------- | ---- |
| Copa de Austria | FK Austria Viena | Austria | 1974 |